# Округ Вобашо (Минесота)
Вобашо (енгл. Wabasha County) је округ у америчкој савезној држави Минесота.

## Демографија
По попису из 2010. године број становника је 21.676, што је 66 (0,3%) становника више него 2000. године.
| Група             | 2000.          | 2010.          |
| Белци             | 20.968 (97,0%) | 20.712 (95,6%) |
| Афроамериканци    | 54 (0,2%)      | 80 (0,4%)      |
| Азијати           | 94 (0,4%)      | 97 (0,4%)      |
| Хиспаноамериканци | 364 (1,7%)     | 592 (2,7%)     |
| Укупно            | 21.610         | 21.676         |